# Claude Brodin
Claude Brodin, född 30 juli 1934 i Les Andelys, död 17 oktober 2014 i Les Andelys, var en fransk fäktare.
Brodin blev olympisk bronsmedaljör i värja vid sommarspelen 1964 i Tokyo.